# قطعنامه ۷۴۱ شورای امنیت
قطعنامه ۷۴۱ شورای امنیت سازمان ملل متحد که در تاریخ ۰۷ فوریه ۱۹۹۲ تصویب شد، سندی بین‌المللی دربارهٔ پذیرش اعضای جدید سازمان ملل متحد: ترکمنستان است. این قطعنامه طی نشست ۳۰۵۰ام تصویب شد.